# 久保順子
久保 順子（くぼ じゅんこ、1982年8月12日 - ）は、日本のファッションモデル。徳島県出身。セントラルジャパン所属。身長161cm、スリーサイズはB78 - W58 - H83。

## 人物
- 徳島県にて3兄妹の末っ子（兄が2人いる[1]）として生まれ、愛知県日進市で育つ[2]。
- ZIP-FMのナビゲーター・IRENE（イレーネ）は中学時代からの親友[2][3]。2013年10月13日の三本木秋祭り（於：日進三本木神明社）では一緒にMCを務めていた[2][3]。
- 2014年9月25日、自身のブログで東京出身の男性と結婚したことを発表。同時に妊娠していることも明かした[1]。翌2015年1月8日に男児を出産した[4]。
- 趣味: ドライブ、散歩、バーベキュー
- 特技: バッティング、スノーボード

## 経歴

### テレビ
- アンデュ（中京テレビ）
- HOT6GOGO （テレビ静岡）
- 晴れ・どきドキ晴れ（CBCテレビ、お天気お姉さん）
- UEFA EURO 2004 （WOWOW、ユーロガールズ）
- 週刊!健康カレンダー カラダのキモチ（中部日本放送、『健康天気予報』コーナー）
- どですか! （メ〜テレ、『ナゴヤまるわかり一週間』リポーター）
- 恋するゴルコン（中京テレビ）
- ana-ana girl's （中京テレビ、2010年10月6日 - 2011年3月30日）
- 見ドコロガイド（CNCi、2013年4月1日 - ）

### ラジオ
- FM AICHI Countdown DRAGOON（FM愛知、2011年4月1日 - 2012年12月28日）

### CM
- シオノギ製薬
- ほっともっと
- NTTdocomo東海
- 北都銀行
- 中国銀行
- オリオンビール
- ラグーナ蒲郡
- クラスト
- 加美乃素本舗
- 愛知銀行
- elgana[5]

### 雑誌
- CanCam（小学館）
- MORE（集英社）
- MAQUIA（集英社）
- ゼクシィ（リクルート）
- Cheek（流行発信）
- 美人百花（角川春樹事務所）
- KELLy（ゲイン）
- ménage KELLy（ゲイン）
- Lei wedding（サンケイリビング新聞社）